# Getabako

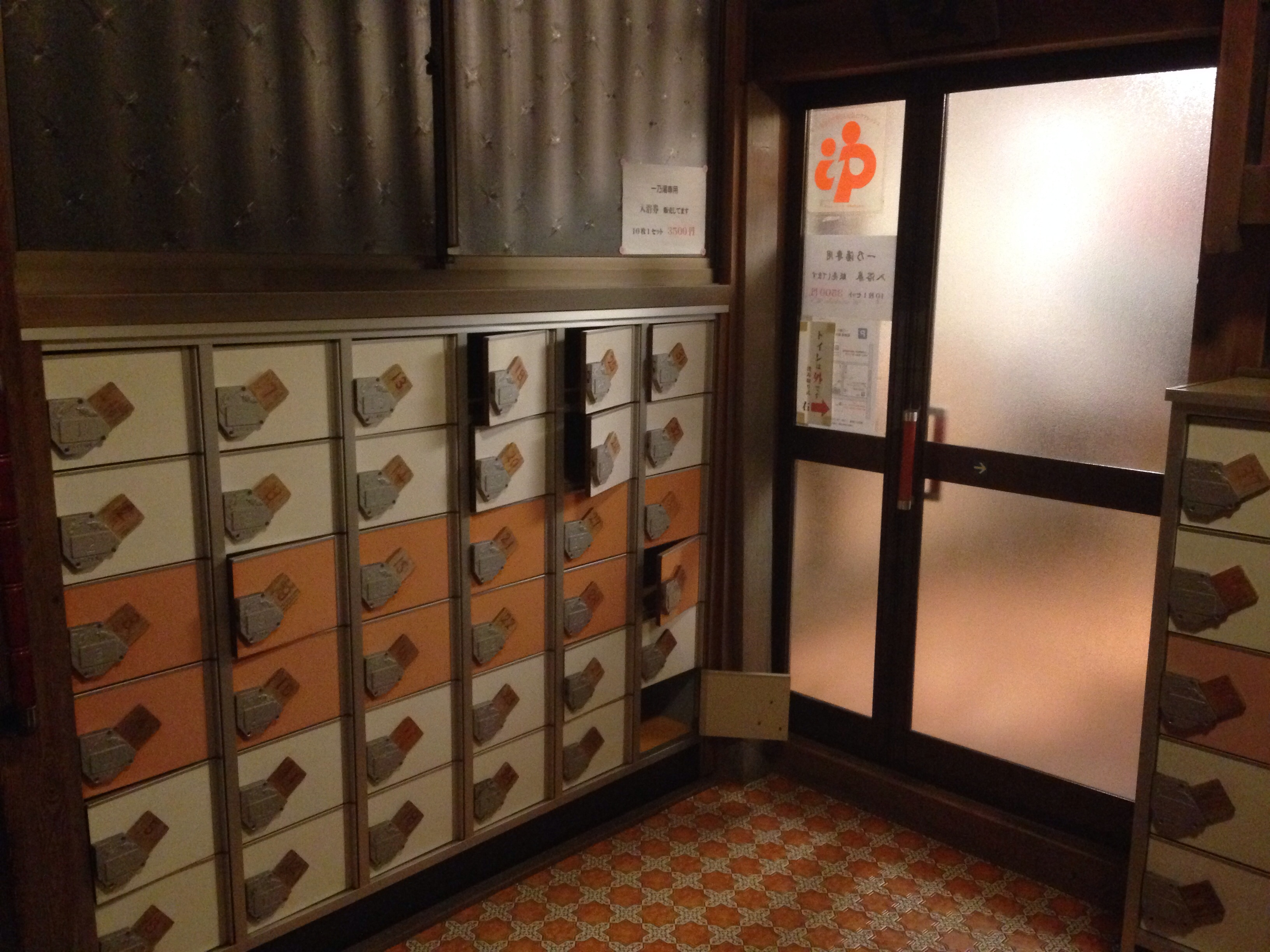
Getabako di un sentō di Iga (Mie)

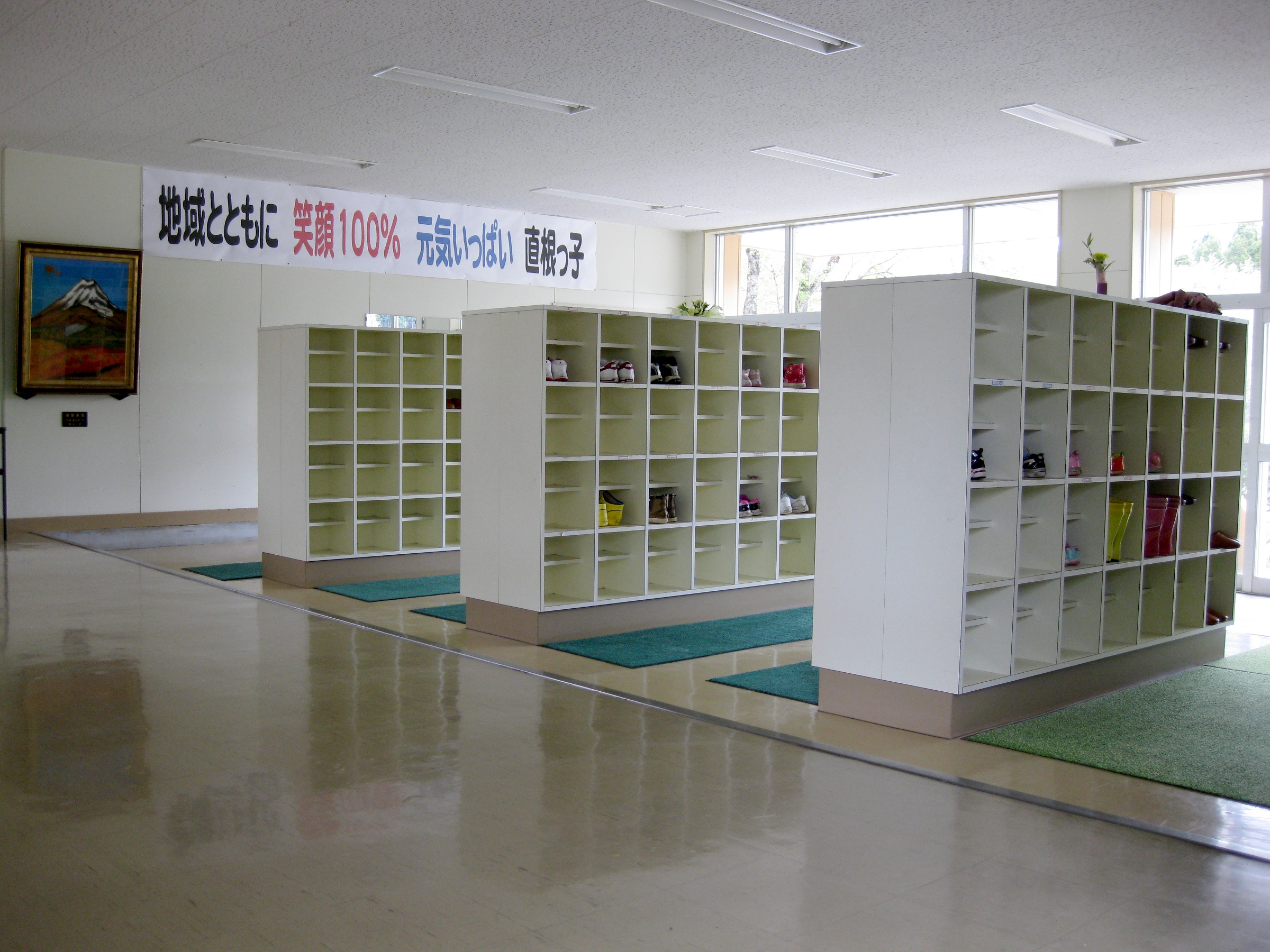
Getabako di una scuola elementare

Un getabako (下駄箱? dalle parole geta e hako, "scatola", "contenitore") è la scarpiera generalmente posta all'interno del genkan, la tradizionale anticamera d'ingresso che separa l'ambiente esterno da quello interno nelle abitazioni e in alcune strutture pubbliche in Giappone.

## Storia e descrizione
L'usanza giapponese di togliere le scarpe prima di entrare in casa si crede risalga almeno all'età preistorica, quando le abitazioni costruite a diversi metri d'altezza rispetto al terreno erano la norma. Durante il periodo Heian (794-1192) erano soprattutto le classi più abbienti a ricorrere a tale accorgimento, spinte dall'esigenza di mantenere un certo livello di igiene all'interno delle zone abitabili. Successivamente, con il sorgere delle prime abitazioni e botteghe in legno ad uso comune, le machiya, si diffuse anche l'uso del getabako.  
È possibile trovare i getabako sia nelle abitazioni private che in alcune strutture pubbliche o commerciali, come scuole o sentō.
Nelle abitazioni il getabako è generalmente in legno, situato all'interno del genkan e condiviso da tutti i membri della famiglia.